# Sada Thompson
Sada Carolyn Thompson (27 de septiembre de 1927 – 4 de mayo de 2011) fue una actriz teatral, cinematográfica y televisiva de estadounidense.

## Primeros años. Carrera
Nacida en Des Moines, Iowa, sus padres eran Hugh Woodruff Thompson y Corlyss Gibson. Se crio en Nueva Jersey, consiguiendo el título de Licenciada en Teatro en el Instituto Carnegie de Tecnología, tras lo cual trabajó de manera estable con compañías regionales de teatro en obras tales como La gaviota, Pigmalión, Our Town, El hombre y las armas, y Blithe Spirit.  Además, recibió formación teatral en el centro Pittsburgh Playhouse, con el cual actuó en numerosas producciones.
Debutó en el teatro Off-Broadway en 1955 con una producción de Bajo el bosque lácteo, y al año siguiente actuó en televisión en Goodyear Television Playhouse. Su primera actuación en el circuito de Broadway tuvo lugar en 1959 con el musical Juno. Otras obras en las que intervino en Nueva York fueron The Effect of Gamma Rays on Man-in-the-Moon Marigolds, Tartufo, y Twigs. Sus interpretaciones teatrales le valieron un Premio Obie, un Tony a la Mejor Actriz Principal en una Obra de Teatro, tres Premios Drama Desk y dos Premios Sarah Siddons, el último de ellos por sus actuaciones en el circuito teatral de Chicago. Además fue elegida para formar parte del American Theatre Hall of Fame.
A la estela de su éxito en Twigs, Thompson consiguió el papel de Irene Lorenzo en la serie televisiva All in the Family. Sin embargo, tras grabar el primer episodio, fue reemplazada por Betty Garrett, pues surgieron diferencias entre ella y el productor Norman Lear sobre el modo en que debía interpretarse el personaje.
Su actuación como la matriarca Kate Lawrence en Family le valió el Primetime Emmy a la mejor actriz - Serie dramática de 1978, así como  tres nominaciones al Globo de Oro a la mejor actriz de serie de televisión - Drama. En total, fue nominada al Premio Emmy un total de nueve veces, ganando una de ellas. Otras de las producciones televisivas en las cuales actuó Thompson fueron Owen Marshall: Counselor at Law, The Love Boat, Father Dowling Mysteries, Andre's Mother, Cheers, Enjuiciamiento: El Caso McMartin, y Law & Order. De sus largometrajes destacan The Pursuit of Happiness, Desperate Characters, y Pollock.

## Vida personal
Thompson se casó con Donald E. Stewart el 18 de diciembre de 1949, permaneciendo la pareja unida hasta la muerte de ella. Ambos vivieron en Southbury, Connecticut, y tuvieron una hija, la diseñadora Liza Stewart.
Sada Thompson falleció el 4 de mayo de 2011 en Danbury (Connecticut), a causa de una enfermedad pulmonar. Tenía 83 años de edad.